# Mort (A Halál kisinasa)
Sir Terry Pratchett Mort című regényét 1987-ben írta, amely a Korongvilág sorozatának negyedik darabja. A cím egy szójátékot rejt, amely egyszerre fedi a két főszereplő nevét: a Halált (latin) és a Mortimer nevű parasztfiú becenevét. Ez az első olyan regénye Pratchettnek, amelyik a Halált helyezi középpontba, aki eddig csupán mellékszereplőként bukkant fel az előző háromban.

## Tartalmi áttekintés
|  | Alább a cselekmény részletei következnek! |

Kamaszfiúként Mort olyan személyiséggel és fizikai adottságokkal van megáldva, ami származása ellenére alkalmatlanná teszi őt a földműves életre. Apja, Lezek, túl lelkesnek tartja őt, és olyannak, aki túl sokat töri a fejét. Így elhatározza, hogy elviszi fiát a legközelebbi munkaszerződtető vásárba, ahol majd remélhetőleg elviszi inasnak egy iparos, vagy bárki, aki leveszi az általa okozott terhet a válláról. 
Lassanként minden fiút elszegődtetnek Mort körül a munkáspiacon – még azt a sántát is, akin egy hajléktalan figyelme akadt meg –, de ő makacsul kitart éjfélig. Ekkor jelenik meg a végzete hófehér lovon, fekete csuhában. A titokzatos idegen azt állítja, hogy inast keres a munkájához, és erre Mortot választotta ki. Mortnak ekkor kezdődik el hihetetlen tanulóideje a Halál szolgálatában, akivel megtanulja, hogyan kísérjen át lelkeket a másvilágra. 
A bonyodalom akkor kezdődik el, amikor Mort felrúgja a legfontosabb szabályt: sosem szabad beavatkozni a végzet sodrába. Mindenkinek megvan a maga ideje egyszerű vagy míves homokórájában, s mikor annak felső hasából az utolsó szem homok is lepereg, az illetőnek távoznia kell az élők sorából.
Mort első önálló munkanapján az utolsó esetnél képtelen elvégezni a feladatát: korábban lát egy királylányt, akibe első látásra beleszeret, s most egy orgyilkos végezne vele. Mortot legyőzik az érzései, s az orgyilkosnak vágja el élete fonalát. A valóságban azonban meg kellett volna halnia a lánynak, s ezt a tényt az sem változtatja meg, hogy tulajdonképpen még él és virul. A makacs kis trónörökös azonban a helyi varázsló, Meccetüzes segítségével birodalmában közhírré téteti, hogy létezik, ezáltal hozva létre egy alternatív, párhuzamos valóságot a királyságon kívüli világ mellett. Közben a királylány okozta valóság gyorsan zsugorodik, és Mort ép esze és munkája kockáztatásával mindent megtesz azért, hogy legyőzze a történelmet, vagyis életben tartsa szerelmét. Ebben segítségére siet egy különös leányzó, Yzabell, aki Mort legnagyobb megdöbbenésére a Halál fogadott lánya.
Miközben a krízist igyekszik megoldani, Mort tudtán kívül elkezdi felvenni a Halál jellegzetes tulajdonságait: az aranyló tűzzel égő szemet, a falakon átmenés képességét, a mélyen döngő, furcsa hangszínt, s ráadásul időtlen bölcsességeket hangoztat. Mindeközben fény derül arra, miért vett fel a Halál kisinast maga mellé. Egyre több időt tölt el a Korongvilágon az emberek közt azt keresve, mi az életünk célja, mit nevezünk boldogságnak, és egyáltalán: mit jelent érezni valamit. A horgászaton, a szerencsejátékon és az alapos berúgáson túl egyszerű konyhai munkára adja a fejét, amelyben végre örömét leli, és először szólal meg átlagos, emberi hangon. Úgy tűnik, felborul az egyensúly, és elkezdődik a folyamat, amely során megkérdőjeleződik, ki is tulajdonképpen a Halál: Mort vagy ő.
A bonyolult szálakat végül egy izgalmas párbaj varrja el, amely során eldől, hogy Mort az életével fog-e fizetni hibájáért, s vajon a királylány megmenekül-e.
|  | Itt a vége a cselekmény részletezésének! |

## Magyarul
- Mort, a halál kisinasa. Fantasy regény; ford. Sohár Anikó; Cherubion, Debrecen, 1998 (Osiris könyvek)
- Mort. Történet a korongvilágról; ford. Farkas Veronika; Delta Vision, Bp., 2013 (Korongvilág sorozat)

## Fordítás
- Ez a szócikk részben vagy egészben  a   Mort című angol Wikipédia-szócikk fordításán alapul.  Az eredeti cikk szerkesztőit annak laptörténete sorolja fel. Ez a jelzés csupán a megfogalmazás eredetét és a szerzői jogokat jelzi, nem szolgál a cikkben szereplő információk forrásmegjelöléseként.